# Ловел, Джон, 5-й барон Ловел
Джон Ловел (англ. John Lovell; приблизительно 1342 — 10 сентября 1408) — английский аристократ, 5-й барон Ловел из Тичмарша с 1361 года, кавалер ордена Подвязки.

## Биография
Джон Ловел родился приблизительно в 1342 году в семье Джона Ловела, 3-го барона Ловела, и Изабеллы ла Зуш. После смерти в 1361 году старшего брата, тоже Джона, унаследовал баронский титул и земли в Нортгемптоншире и Оксфордшире с центрами в Тичмарше и Минстер Ловеле соответственно. В 1364 году он сражался в Бретани, в 1368 году служил на континенте под началом Лайонела Антверпа, герцога Кларенса, в 1374 году снова был во Франции. Ловел присутствовал на коронации Ричарда II (1377), в 1380 году нёс королевскую службу в Ирландии.
Во время крестьянского восстания 1381 года барон издал прокламацию против мятежников в Оксфордшире. В 1382 году он стал хранителем замка Девизес, в 1385 году участвовал в шотландском походе во главе отряда в 100 латников и 200 лучников и был одним из судей на процессе Скрупа и Гросвенора. В 1393 году Ловел получил разрешение на строительство зубчатой стены в поместье Уордур (Уилтшир). В 1399 году он принял участие во втором ирландском походе, а потом стал одним из первых лордов, поддержавших мятеж Генри Болингброка. Ловел одобрил тюремное заключение для свергнутого Ричарда и вступление Болингброка на престол под именем Генриха IV. В 1400 году он стал констеблем замка Корф, в 1402 — констеблем замка Ладлоу. Барон был главным уполномоченным по делам шотландских пленных, а также по обследованию и укреплению города Саутгемптон в 1403 году. Он заседал в Королевском совете (1403, 1406), в 1406 году стал кавалером ордена Подвязки.
Джон Ловел был женат на Матильде Холланд, 3-й баронессе Холланд, дочери Роберта Холланда, внучке 2-го барона Холланда. В этом браке родились сыновья Джон, ставший 6-м бароном Ловелом, и Роберт.